# Marina Pendeš
Marina Pendeš (Travnik, 20. kolovoza 1964.) je bosanskohercegovačka političarka koja je obnašala dužnost ministrice obrane BiH, trenutno izaslanica u Domu naroda Parlamentarne skupštine BiH, a članica je i Predsjedništva HDZ BiH po položaju i to kao predsjednica Zajednice žena HDZ BiH Kraljica Katarina Kosača.

## Životopis
Marina Pendeš rođena je 20. kolovoza 1964. u Travniku, Županija Središnja Bosna. Osnovnu školu "Bila" u viteškom naselju Biloj završava 1979. godine nakon čega upisuje travničku gimnaziju koju završava 1983. godine. Visoko obrazovanje polazila je u Zagrebu na Vojno-tehničkom fakultetu gdje 1988. godine steče zvanje diplomirani inženjer elektronike. 
Prvo radno iskustvo steče u Tehničko-remontnom zavodu u Travniku kao samostalni konstruktor. Devedesetih godina, kada dolazi do raspada Jugoslavije i agresije na Bosnu i Hercegovinu dobrovoljno se priključuje u Hrvatsko vijeće obrane gdje obavlja dužnost časnice, zapovjednice za elektronsko djelovanje Zbornog područja Vitez. Po okončanju ratnih operacija i uspostave mira na području Središnje Bosne postaje rukovoditeljica odjela u Telekomunikacijskom središtu Središnja Bosna Hrvatskih telekomunikacija d.d. Mostar.
2003. godine Sabor Županije Središnja Bosna imenuje je, na prijedlog HDZ BiH, za ministricu prostornog uređenja, obnove i povratka Županije Središnja Bosna, no tu se zadržava svega godinu dana. Već 2004. godine postaje zamjenica ministra obrane BiH i tu ostaje sve do 2015. godine dajući vidljiv i kontinuiran doprinos reformi obrambenog sustava u BiH, stvaranju Oružanih snaga BiH. Dva mandata bila je zamjenica ministra obrane za upravljanje resursima (2004. – 2007. i 2007. – 2012.), a jedan mandat zamjenica za politiku i planove (2012. – 2015.).
Zastupnički dom Marinu Pendeš je 1. travnja 2015. godine potvrdio za ministricu obrane čime je postala prva dužnosnica hrvatske nacionalnosti na čelu ovoga. Njen mandat ostat će ubilježen po donošenju dokumenta Pregled obrane i po knjiženju perspektivne vojne imovine što je bio jedan od uvjeta za aktiviranje Akcijskog plana za članstvo u NATO-u. Konačno, u njenom mandatu partneri iz NATO-a odlučili su pozvati BiH da dostavi prvi Godišnji nacionalni program čime bi bio aktiviran Akcijski plan za članstvo u NATO-u. 
Nakon Općih izbora 2018. godine Dom naroda Federacije BiH imenuje Pendeš za izaslanicu u Domu naroda Parlamentarne skupštine BiH iz reda hrvatskog naroda. 
Pendeš se aktivno služi hrvatskim, bošnjačkim, engleskim i njemačkim jezikom, a nositeljica je Grba općine Vitez i odlikovanja Republike Mađarske ¨Za nacionalnu obranu¨ Prvog reda od 2009. godine.

## Politički angažman
Član OO HDZ Vitez i ŽO HDZ BiH ŽSB od 1996. godine 

Vijećnica u OV Vitez ( 1997. – 2000.) 

Vijećnica u OV Vitez (2000. – 2003.) 

Zastupnica u Saboru ŽSB (2000. – 2002.) 

Zastupnica u Saboru ŽSB (2002. – 2003.) 

Predsjednica OO HDZ BiH Vitez (2000. – 2004. i 2011. – 2012) 

Predsjednica ZŽ HDZ BIH KKK od 2016. godine 

Članica Predsjedništva HDZ BiH 